# Emil Costinescu
Emil Costinescu (1844-1921) fue un político, periodista y empresario rumano.

## Biografía
Nacido en 1844 en Iași, siendo aún joven se unió a Românul como editor bajo la dirección de C. A. Rosetti y pronto se convirtió en el primer editor del periódico. Elegido diputado en todas las Cámaras liberales, se retiró del periodismo para desarrollar toda su actividad en asuntos financieros. Así fue director del Banco Nacional, miembro del consejo de administración de la Compañía Nacional de Seguros, de la Societatea Unirea y de la Sociedad de la Industria del Petróleo. En Sinaia instaló un aserradero. En 1897 asumió la dirección general del Banco General Rumano, tras su creación. Costinescu, que fue ministro de Finanzas en tres ocasiones a comienzos del siglo XX, falleció en 1921.